# 以心電信 (橘子新樂園歌曲)
《以心電信》，日本樂團橘子新乐园歌曲，代表作，出自錄音室專輯《musiQ》。

## 簡介
歌曲首次出自2004年12月發行的大熱專輯《musiQ》。被用作橘子新樂園親自出演的移动电话電信公司品牌「au by KDDI」的電視廣告歌曲。廣告非常成功，觀眾好感度極高，從而帶動了歌曲的大熱。
《以心電信》的歌曲標題說明是「行動電話的廣告歌」，和1983年著名樂團YMO的歌曲《以心電信》同名，但並無關係。
歌詞描寫一對異地戀的戀人，雖然分開，但是並不覺得之間存有距離，因為「我們總是以心傳心，兩人的距離由心靈感應連接」。字裡行間暗示著使用行動電話的意味。
2004年初製作這首歌，同時期製作的歌曲還有《LOCOLOTION》，當時橘子新樂園在猶豫兩首歌曲中，應CD單曲化哪首，最後決定為後者。
儘管沒有發行單獨的CD單曲，但是歌曲在音樂下載和卡拉OK等領域非常受歡迎。手機片段下載方面還獲得日本唱片協會的百萬次認證。
2006年發行的混音專輯收錄了這首歌的重編曲版，請來石野卓球混音。並製作了音樂錄像帶（原版並無音樂錄像帶）。
演唱會的其中一首定番曲目，慣例是在高潮部分前全場觀眾開始大合唱。

## 翻唱
- 2009年12月4日，台灣女歌手王心凌翻唱此曲，題為《心電心》，收錄於同名專輯。[4]
- 2017年5月24日，韓國男子組合B1A4翻唱此曲，收錄於單曲《Follow me》。